# Friedrich Funk (Bildhauer)
Johann Friedrich Walter Funk (* 11. August 1804 in Leipzig; † 5. Dezember 1882 ebenda) war ein deutscher Bildhauer.

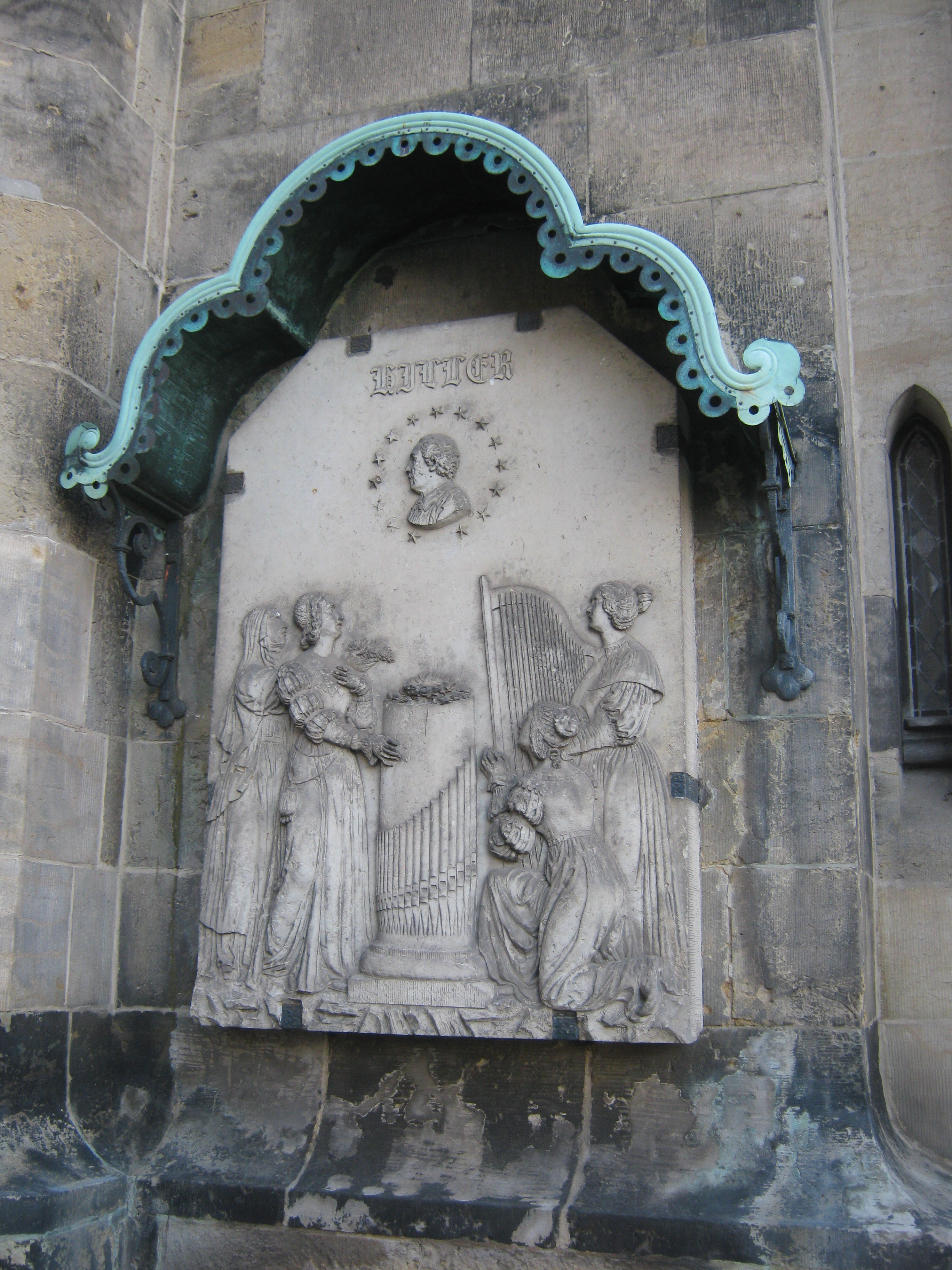
Gedenktafel für Johann Adam Hiller an der Thomaskirche in Leipzig

## Leben und Werk
Friedrich Funk wurde als Sohn des aus Nidau stammenden Töpfermeisters Johann Friedrich Funk geboren. Während seiner Ausbildung von 1818 bis 1821 an der Leipziger Akademie für Malerei war er Schüler von Veit Hanns Schnorr von Carolsfeld. Nach seinem Wechsel an die Dresdner Kunstakademie wurde er dort von Franz Pettrich unterrichtet und gestaltete unter dessen Leitung als Prüfungsarbeiten die Gruppen Ajax und Patroklos sowie Herkules mit dem kretischen Stier.
Noch in Dresden modellierte er 1829 für Detlev Graf von Einsiedel das Relief Christus seinen Jüngern ein Kind vorführend. Anschließend arbeitete er von 1831 bis 1832 gemeinsam mit Johann Christoph Wingrich an einer Gedenktafel für Johann Adam Hiller an der Thomaskirche in Leipzig. Im gleichen Jahr ging er finanziert durch ein Stipendium des sächsischen Königs Anton nach Rom, wo er unter der Leitung von Bertel Thorvaldsen mehrere Arbeiten ausführte. Ende 1837 kehrte er nach Leipzig zurück und schuf hier sein Hauptwerk, das Seyfferth-Grabmal auf dem Alten Johannisfriedhof. Aufgrund des Neubaus des Grassimuseums musste es 1927 verlagert werden und steht seitdem auf der Südseite der Lutherkirche im Johannapark.